# Дзержинский трамвай
Дзержинский трамвай — закрытая система городского трамвайного пассажирского транспорта в городе Дзержинске Нижегородской области. Работала с 7 ноября 1933 года по 17 декабря 2015 года.

## Маршрутная сеть
В последние годы деятельности работали два трамвайных маршрута. Были закрыты 17 декабря 2015 года
| № | Маршрут                                  |
| - | ---------------------------------------- |
| 4 | Вокзал — Швейная фабрика                 |
| 5 | пос. им. Свердлова — Трамвайное депо № 1 |

В период максимального развития сети (до 2000 года) действовало 7 маршрутов:
| №  | Маршрут                                                                 |
| -- | ----------------------------------------------------------------------- |
| 1  | Пос им. Свердлова — Восточное кольцо (у платф. 421 км)                  |
| 2  | ПО «Заря» — ст. Игумново (Трамвайный парк — с 2003 по 2009 годы)        |
| 2А | ПО «Заря» — Швейная фабрика                                             |
| 3  | Вокзал — Улица Островского                                              |
| 4  | Вокзал — Швейная фабрика (в часы «пик» — до ПО «Заря»)                  |
| 5  | Пос. им. Свердлова — Трамвайный парк (улица Островского — до 2002 года) |
| 6  | Улица Островского — Восточное кольцо (у платф. 421 км)                  |

Маршрут № 1
Маршрут № 2
Маршрут № 3
Маршрут № 4

## Подвижной состав
В Дзержинске с 1990-х годов эксплуатировались вагоны КТМ-5 и КТМ-5А, КТМ-8. Некоторые вагоны КТМ-5 (034, 038, 052, 054, 059, 077, 085) после капитального ремонта куплены в г. Иваново в 2009 году, где они эксплуатировались до закрытия там трамвайной системы. На декабрь 2015 года в депо на ходу было 24 вагона. Трамвайное депо (№ 2) расположено на Заревской объездной дороге. К нему вела служебная линия от остановки Швейная фабрика.
После закрытия движения в депо все вагоны были списаны и порезаны на металлолом. Исключением являются музейный вагон Х №01 и снегоочиститель РГС-2 №322, восстановление которых началось летом 2019 года.

## История
- 7 ноября 1933 — пуск трамвайного маршрута № 1. ПО «Корунд» — пл. Дзержинского.
- 1934 — продление линии маршрута № 1 на запад до пос. им. Свердлова. Маршрут № 1 ПО «Корунд» — пос. Свердлова.
- 1935 — продление линии на восток до ст. Игумново. Маршрут № 1 пос. Свердлова — ст. Игумново.
- 1938 — продление линии на восток до платф. Ворошиловская. Маршрут № 1 пос. Свердлова — платф. Ворошиловская.
- 1939 — укладка вторых путей на всем маршруте.
- 1947 — введено в эксплуатацию современное здание трамвайного депо № 1 на пр. Ленина взамен временному.
- 1948 — продление линии на восток до Тимирязевской. Маршрут № 1 пос. Свердлова — Тимирязевская.
- май 1971 — постройка служебной линии по ул. Черняховского и открытие новой трамвайной линии «Городское полукольцо». Маршрут № 2 (позже № 3) ул. Островского — Вокзал.
- сентябрь 1971 — постройка линии от Швейной фабрики до ПО «Заря». Маршрут № 2 ст. Игумново — ПО «Заря». Бывший маршрут № 2, действовавший 4 месяца, перенумерован в № 3.
- 1973 — продление линии маршрута № 1 до платф. 421 км (Восточное кольцо). Маршрут № 1. пос. Свердлова — платф. 421 км.
- 1977 — постройка линии Вокзал — ул. Свердлова по ул. Терешковой и Пушкинской. Начало формирования маршрута № 4.
- 1978 — достройка линии маршрута № 4 на участке ул. Свердлова — 9-й микрорайон.
- 1980 — достройка линии маршрута № 4 на участке 9-й микрорайон — пр. Ленинского Комсомола.
- 1982 — достройка линии маршрута № 4 на участке пр. Ленинского Комсомола — Швейная фабрика. Маршрут № 4 сформирован, Вокзал — ПО «Заря».
- 1989 — введено в эксплуатацию трамвайное депо № 2 на Заревской объездной дороге.
- 23 января 1999 — маршрут № 1 разделён на маршруты № 5 пос. Свердлова — ул. Островского и № 6 ул. Островского — платф. 421 км во внепиковое время и по выходным дням. В рабочие дни в часы пик продолжает работу маршрут № 1 пос. Свердлова — платф. 421 км. Маршрут № 4 по выходным дням и во внепиковое время укорочен до Вокзал — Швейная фабрика; маршрут № 2 курсирует по рабочим дням в часы пик; открыт маршрут № 2А Швейная фабрика — ПО «Заря» во внепиковое время и по выходным дням.
- 1 октября 2000 — закрытие трамвайного депо № 1.
- 1 марта 2006 — закрытие участка маршрутов № 1 и 6 ст. Игумново — платф. 421 км. Маршрут № 1 укорочен пос. Свердлова — ст. Игумново; маршрут № 2 укорочен Трамвайное депо № 1 — ПО «Заря»; маршрут № 5 изменен на Трамвайное депо № 1 — пос. Свердлова; маршрут № 6 закрыт. Закрыты диспетчерские пункты «платф. 421 км», «ПО „Заря“».
- 1 ноября 2006 — закрытие участка маршрута № 1 ПО «Корунд» — ст. Игумново. Маршрут № 1 укорочен пос. Свердлова — ПО «Корунд».
- 18 июня 2008 — закрыт маршрут № 3 с заменой на маршрут троллейбуса № 5. Закрыт диспетчерский пункт «ул. Островского».
- 1 сентября 2009  — закрываются маршруты № 2 Трамвайное депо № 1 — ПО «Заря»; № 2А Швейная фабрика — ПО «Заря». По маршруту № 4 рейсы до ПО «Заря» выполняются не более 5 раз в рабочие дни, до этого с 1999 года количество рейсов на «Зарю» планомерно уменьшалось.
- 1 августа 2010 — окончательное закрытие участка Трамвайное депо № 2 — ПО «Заря». Маршрут № 4 Вокзал — Швейная фабрика. Закрытие служебной линии по ул. Черняховского на кольцо ул. Островского. Закрыт диспетчерский пункт «Трамвайное депо № 1».
- 7 марта 2013 — закрытие участка Трамвайное депо № 1 — ПО «Корунд». Маршрут № 1 закрыт.
- 1 июля 2013 — трамвайный участок Трамвайное депо № 1 — ПО «Корунд» демонтирован. Уменьшен выпуск вагонов с 20 до 16 (с 8 до 7 на маршруте 4, с 12 до 9 на маршруте 5).
- 1 ноября 2013 — уменьшен выпуск вагонов по выходным дням с 16 до 14 (6 выпусков на маршруте 4, 8 выпусков на маршруте 5). По рабочим дням выпуск прежний — 16 поездов.
- 15 июня 2014 — начался демонтаж путей служебной линии трамвая по ул. Черняховского. Закрыт диспетчерский пункт «Швейная фабрика».
- 1 декабря 2014 — уменьшение времени работы по маршруту № 4 суммарно на 2 часа по воскресеньям — утром — на 1,5 часа позже (первый выпуск на 5.45 из парка), вечером — на 30 минут раньше (заход крайнего рейса на 22.43 в парк). Также уменьшено время работы 5-го маршрута суммарно на 1,5 часа.
- 10 декабря 2015 — вынесено Постановление Администрации города о закрытии трамвайного движения в городе в ближайшие сроки (сами сроки, впрочем, не указаны).
- 17 декабря 2015 — движение полностью остановлено. Последний вагон по графику в депо зашел в 23:17 17 декабря 2015 года (маршрут № 4, поезд 202, вагон 052). Вагоны, путь, контактная сеть и прочая инфраструктура законсервированы.
- 11 апреля 2016 — начат демонтаж контактной сети.
- сентябрь 2016 — начат демонтаж рельсов в городе. Демонтированы участки линии по ул. Красноармейская, пр. Свердлова, пр. Ленина (кольцо у депо № 1).
- апрель 2017 — демонтированы рельсы по маршруту № 4 от ЖД Вокзала по ул. Терешковой и Пушкинской и на пр. Ленинского Комсомола (местами — частично), по маршруту № 5 — по ул. Красноармейской и пр. Свердлова (местами — частично) и в районе Трамвайного депо № 1. Начата резка вагонов на металлолом, на данный момент оставалось 11 вагонов.
- 1 мая 2017 — частично демонтированы рельсы на узле Швейная фабрика по 5 маршруту. Утилизированы все пассажирские вагоны в следующем порядке (от первого порезанного к последнему): 075, 081, 070, 074, 060, 034, 059, 071, 047, 077, 072, 036, 079, 073, 057, 087, 083, 054, 040, 038, 080, 082, 035, 052, 044. Сохранены все специальные вагоны (15 единиц), вагон серии «Х» (один из открывавших движение в 1933 г.) и вагон 085.
- октябрь 2017 — завершён демонтаж рельсов на проспекте Ленина
- апрель 2018 — в трамвайном депо полностью убраны рельсы, все оставшиеся служебные вагоны и вагон № 085 списаны и порезаны на металлолом. В депо остался вагон типа Х. Территория депо передана коммунальной службе.

## Музей городского транспорта
После закрытия трамвайного движения в Дзержинске общественниками и любителями транспорта в виде инициативной группы "Дзержинцы за общественный транспорт" началось создание экспозиции Музея городского транспорта. Силами сотрудников музея сохранен и восстановлен в 2022 году до ходового состояния вагон Х, который принял участие в трамвайных парадах в Москве и Санкт-Петербурге. Также на реставрации находится сохраненный трамвай-снегоочиститель РГС-2 №322, имеется комплектная кабина вагона КТМ-5, которую планируется восстановить до полноценного музейного экспоната. В 2021 году в музей передан троллейбус ЗиУ-682Г [Г00]  № 051. 
В числе других экспонатов есть элементы экипировки подвижного состава (Маршрутоуказатели, кассы, компостеры), проездные документы, различные награды и дипломы, масштабные модели транспортных средств, литература и многое другое. Часть экспонатов является сохраненной экспозицией бывшего музея ТТУ, располагавшегося в трамвайном депо, и пострадавшего после частичной порчи.
В связи с тем, что музей пока не имеет своего помещения, периодически проводятся "гастроли" по городу, а реставрация и стоянка сохраненной техники происходит на территории бывшего трамвайного депо в одном из корпусов.
В ноябре 2024 года появилась информация о строительстве экскурсионной трамвайной линии в Дзержинске. По предварительным данным проект линии "на бумаге" будет в границах проспекта Ленинского Комсомола (от улицы Щорса до улицы Красноармейской) и площади Трудовой доблести. 